# Emil Ludíkovský
Emil Ludíkovský (* 9. prosince 1963) je bývalý český hokejový útočník.

## Hokejová kariéra
V československé lize hrál za TJ Zetor Brno. Odehrál 3 ligové sezóny, nastoupil v 54 ligových utkáních, dal 2 ligové góly a měl 4 asistence. V nižších soutěžích hrál i za TJ TŽ Třinec, TJ Lokomotiva Ingstav Brno a během povinné vojenské služby za VTJ Topoľčany.

## Klubové statistiky
| Sezona    | Klub                       | Soutěž  | Základní část | Základní část | Základní část | Základní část | Základní část |
| Sezona    | Klub                       | Soutěž  | Z             | G             | A             | B             | TM            |
| --------- | -------------------------- | ------- | ------------- | ------------- | ------------- | ------------- | ------------- |
| 1982/1983 | TJ Zetor Brno              | 1. liga | 18            | 1             | 1             | 2             | 2             |
| 1983/1984 | TJ Zetor Brno              | 1. liga | 9             | 0             | 0             | 0             | 4             |
| 1983/1984 | TJ Lokomotiva Ingstav Brno | 2. liga | 14            | 1             | 3             | 4             | 7             |
| 1984/1985 | TJ Zetor Brno              | 1. liga | 27            | 1             | 3             | 4             | 8             |
| 1984/1985 | TJ Lokomotiva Ingstav Brno | 2. liga | -             | 0             | -             | -             | -             |
| 1985/1986 | VTJ Topoľčany              | 2. liga | -             | 11            | 13            | 24            | -             |
| 1986/1987 | VTJ Topoľčany              | 2. liga | 10            | 2             | -             | -             | -             |
| 1987/1988 | TJ TŽ Třinec               | 2. liga | -             | 17            | -             | -             | -             |
| 1988/1989 | TJ TŽ Třinec               | 2. liga | 34            | 14            | 13            | 27            | 32            |
| 1989/1990 | TJ TŽ Třinec               | 2. liga | -             | 16            | -             | -             | -             |
| 1990/1991 | TJ TŽ Třinec               | 2. liga | -             | 1             | -             | -             | -             |
| 1991/1992 | TJ TŽ Třinec               | 2. liga | -             | -             | -             | -             | -             |